# 제오르지 레안드루 아브레우 지 리마
제오르지 레안드루 아브레우 지 리마(포르투갈어: George Leandro Abreu de Lima, 1985년 11월 9일~)는 레안드루 리마 또는 레안드리뉴로도 알려져 있는 브라질의 전 축구 선수이다. K리그 등록명은 레안드리뉴이며 2012시즌 대구 FC에 영입되어 준수한 활약을 펼쳤으나 2013시즌 재계약에 실패하였다. 그러나 2013년 6월 재영입되었다. 시즌 종료후 전남 드래곤즈로 이적하였다.
2007년 FIFA U-20 월드컵에서 브라질 대표팀 선수로 대한민국과의 조별리그 경기에 출전하였다.